# Трёхмерная реконструкция
Трёхмерная реконструкция (3D-реконструкция) — процесс получения формы и облика реальных объектов. Процесс может быть выполнен пассивными, либо активными методами. В случае, если форма модели может меняться во времени, говорят о нежёсткой или пространственно-временной реконструкции.

## Активные методы
Эти методы активно взаимодействуют с восстанавливаемым объектом, механически или радиометрически.
Простым примером механического подхода является применение глубиномера (или щупа) для измерения расстояния до вращающегося объекта, установленного на оборотный столик. Более часто применяемые, радиометрические методы испускают излучение на объект, а затем замеряют его отраженную часть. Примерами могут служить движущиеся источники освещения, применение разноцветного освещения, лазерные дальномеры и лидар, микроволновые и ультразвуковые датчики и прочие методы трёхмерного сканирования.

## Пассивные методы
Пассивные методы 3D-реконструкции не влияют на восстанавливаемый объект, а лишь используют датчик, чтобы измерить излучение отраженное или излучаемое поверхностью объекта, чтобы получить его трехмерную форму. Обычно, в качестве сенсора применяют фоторецепторы камер, чувствительные к видимому диапазону. На вход алгоритма обработки подается либо набор из нескольких изображений (один, два или более), либо видеопоток. В таком случае говорят о реконструкции, основанной на изображениях, результатом работы которой является 3D-фотография.

## Качество
На данный момент[какой?] большинство получаемых таким образом 3D-фотографий и моделей имеют низкое качество, с высоким количеством отдельно лежащих шумовых фрагментов модели. Во многом качество выходной модели зависит от качества серии входных изображений (уровня шума, оптических деформаций, бликов), а также от сложности самой выходной модели (наличие пустот и полостей, выпуклости, отражающих поверхностей). При реконструкции с использованием серии космических снимков, большую роль играют разного рода атмосферные эффекты.

## Применение
Трёхмерная реконструкция может применяться для восстановления облика объектов или ландшафтов. Используется в роботехнике для получения трёхмерной развертки местности, расстояния до земли, определения скорости.